# Slag bij Chalcedon
De Slag bij Chalcedon was een zeeslag in 74 v.Chr. en was het eerste wapenfeit tijdens de Derde Mithridatische Oorlog. Het eindigde in een overwinning voor koning Mithridates VI van Pontus.

## De slag
Nadat de oorlog tegen Mithridates VI was hervat, zeilde consul Marcus Aurelius Cotta met een Romeinse vloot naar de Bosporus. Net buiten de haven van Chalcedon werd de Romeinse vloot verslagen door de Pontische. De Romeinen vluchtten de haven van de stad in en daar werd de rest van de vloot vernietigd. Na deze overwinning trok Mithridates verder naar de Romeinse stad Cyzicus waar hij een beleg opsloeg.